# Noel Paul Baptiste d'Ornano
Noël Paul Baptiste d'Ornano, barão d'Ornano (Ajaccio, Córsega, 24 de dezembro de 1824 — ?) foi um diplomata e empresário francês.
Filho de Louis Gaspard Ornano (1795-1868) e de Angela Maria Campiglia (1806-1829), sua mãe morreu quando tinha quatro anos.
Aos quinze anos entrou para o serviço público, na Córsega natal, em 1852 partiu para a Argélia como comissário de pontes e caminhos. Ali manifesta o desejo de entrar para a carreira diplomática e é nomeado vice-cônsul da França em Porto Alegre, em junho de 1854. Em 1859 é removido do posto de vice-cônsul depois de denúncias de corrupção e especulação na compra e venda de terras para colonos, porém permanece no Brasil.
Recebeu autorização exclusiva do governo em 4 de dezembro de 1867 para montar uma rede de gás encanado nas cidades de Porto Alegre, Pelotas e Rio Grande. A  The Sao Pedro Brazil Gas Company Limited comprou esta autorização e fez de Ordano sócio, tendo captado capital inclusive na Inglaterra. Depois de sete anos, finalmente o gasômetro e a rede de iluminação a gás entraram em funcionamento.
O gasômetro ficava na Praia do Riacho (hoje Washingon Luís) e a iluminação da cidade era feita com quinhentos combustores, com substancial melhora em relação aos sistemas anteriores.
Em 1867 também aparece como um dos fundadores da Société Française de Bienfaisance. Tinha uma chácara nos subúrbios de Porto Alegre no início da década de 1870.
Em Porto Alegre casou e teve três filhos: Louis Paul Marie Sampiero (n. 1868), Joseph Léonard Ignace Antoine (n. 1873) e Charles André Bernardin Alfonse (n. 1874); retornando para Ajaccio, casou em 1877 com Marie Louise Chateau. Em 1876 solicita ao governo da Córsega que lhe seja dada uma concessão para construir uma estrada de ferro de Ajaccio a Bastia.